# کوارات
کوارات (به اسپانیایی: Quart) یک منطقهٔ مسکونی در اسپانیا است که در ژیرونس واقع شده‌است. کوارات ۳۸٫۱ کیلومتر مربع مساحت دارد.